# Largo do Corpo Santo
O Largo do Corpo Santo foi um importante logradouro da cidade brasileira do Recife, capital de Pernambuco. Nele ficavam o Pelourinho e a Igreja do Corpo Santo.
Foi um dos conjuntos coloniais demolidos no contexto da modernização da capital pernambucana ocorrida no início do século XX.

## História

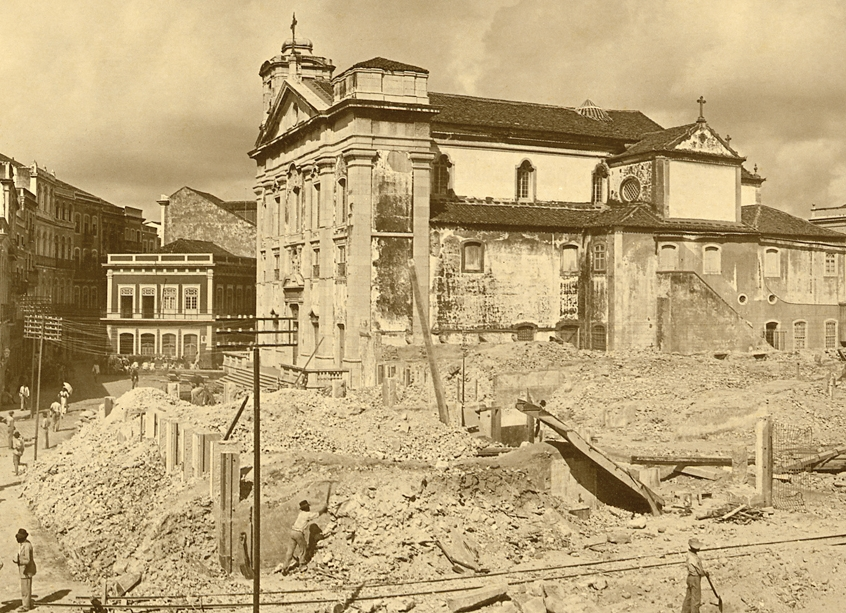
Trabalhos de demolição do Largo e Igreja do Corpo Santo, 1913.

O Largo do Corpo Santo, assim como a Igreja do Corpo Santo, surgiu com a povoação do Recife, ainda no século XVI. A primeira representação gráfica confirmada é do ano de 1609, e uma estampa de 1631 mostra a igreja voltada para o mar com o largo na frente da fachada, no atual Bairro do Recife. De 1630 a 1654, período da dominação holandesa em Pernambuco, a Igreja do Corpo Santo foi transformada no principal templo calvinista do Recife e da Cidade Maurícia (hoje, bairros de Santo Antônio e São José), ganhando uma torre gótica semelhante à das igrejas neerlandesas.
No dia 18 de novembro de 1711, logo após o fim da Guerra dos Mascates, foi instalado no largo o Pelourinho do Recife. Ainda no século XVIII, a Igreja do Corpo Santo foi ampliada, ganhando uma fachada em pedra lioz no estilo neoclássico inspirada na Igreja de Santo Estêvão de Lisboa.
Em 1913, o conjunto arquitetônico foi demolido para a construção da Avenida Marquês de Olinda.